# United States First Army
La United States First Army è un comando dell'U.S. Army con funzione di addestramento in supporto al FORSCOM. Il quartier generale è situato presso il Rock Island Arsenal, Illinois
.

## Missione
La First Army è l'esercito di teatro più antico e con la più lunga tradizione dell'U.S.Army. Ha partecipato sia nella prima che nella seconda guerra mondiale, ed ha fornito all'esercito americano soldati ed equipaggiamenti durante la guerra di Corea e la guerra del Vietnam sotto alcuni dei più famosi e illustri ufficiali dell'esercito americano. Ora serve come comando di mobilitazione, prontezza e addestramento. La First Army collabora con la Army National Guard e la United States Army Reserve, per consentire alle formazioni della componente di riserva di raggiungere gli obiettivi di prontezza diretti dal quartier generale e fornire unità addestrate e pronte.

## Organizzazione
- 85th USAR Support Command, Arlington Heights, Illinois
  - Division East, Fort Knox, Kentucky
    - 4th Cavalry Brigade, Fort Knox, Kentucky
      - 3rd Battalion, 337th Regiment, Fort Knox, Kentucky
      - 2nd Battalion, 340th Regiment, Louisville, Kentucky
      - 1st Battalion, 311th Regiment, Richmond, Virginia
      - 3rd Battalion, 383rd Regiment, St.Louis, Missouri
      - 1st Battalion, 411th Regiment (Logistic), Fort Knox, Kentucky

    - 157th Infantry Brigade, Camp Atterbury, Indiana
      - 2nd Battalion, 237th Regiment, Waterford, Michigan
      - 3rd Battalion, 338th Regiment, Blacklick, Ohio
      - 2nd Battalion, 338th Regiment, Edinburgh, Indiana
      - 3rd Battalion, 335th Regiment, Fort Sheridan, Illinois
      - 3rd Battalion, 411th Regiment (Logistic), Edinburgh, Indiana

    - 174th Infantry Brigade, Joint Base McGuire-Dix-Lakehurst, New Jersey
      - 1st Battalion, 309th Regiment, Joint Base McGuire-Dix-Lakehurst, New Jersey
      - 2nd Battalion, 309th Regiment, Joint Base McGuire-Dix-Lakehurst, New Jersey
      - 2nd Battalion, 312th Regiment, Corapolis, Pennsylvania
      - 3rd Battalion, 312th Regiment, Fort George G. Meade, Maryland
      - 3rd Battalion, 313th Regiment (Logistic), Joint Base McGuire-Dix-Lakehurst, New Jersey

    - 177th Armored Brigade, Camp Shelby, Mississippi
      - 2nd Battalion, 346th Regiment (Combat Support), Camp Shelby, Mississippi
      - 3rd Battalion, 347th Regiment (Combat Support), Orlando, Florida
      - 3rd Battalion, 348th Regiment (Combat Support), Camp Blanding, Florida
      - 2nd Battalion, 348th Regiment (Combat Support), Fort Buchanan, Portorico
      - 3rd Battalion, 349th Regiment (Logistic), Camp Shelby, Mississippi

    - 188th Infantry Brigade, Fort Stewart, Georgia
      - 2nd Battalion, 347th Regiment, Fort Gordon, Georgia
      - 1st Battalion, 347th Regiment, Fort Gillem, Georgia
      - 3rd Battalion, 345th Regiment, Fort Gillem, Georgia
      - 2nd Battalion, 345th Regiment, Fort Jackson, South Carolina
      - 2nd Battalion, 349th Regiment (Logistic), Fort Stewart, Georgia

  - Division West, Fort Cavazos, Texas
    - 5th Armored Brigade, Fort Bliss, Texas
      - 3rd Battalion, 361st Regiment, Denver, Colorado
      - 2nd Battalion, 363rd Regiment, Mesa, Arizona
      - 1st Battalion, 289th Regiment, Houston, Texas
      - 2nd Battalion, 290th Regiment, Oklahoma City, Oklahoma
      - 1st Battalion, 382nd Regiment (Logistic Support), Fort Bliss, Texas

    - 120th Infantry Brigade, Fort Cavazos, Texas
      - 3rd Battalion, 289th Regiment, Beaumont, Texas
      - 1st Battalion, 363rd Regiment, Dublin, California
      - 2nd Battalion, 381st Regiment, Dallas, Texas
      - 2nd Battalion, 360th Regiment, Camp Parks, Dublin, California
      - 3rd Battalion, 356th Regiment (Logistic Support), Ft. Liggett, California
      - 2nd Battalion, 382nd Regiment (Logistic Support), Waco, Texas

    - 166th Aviation Brigade, Fort Cavazos, Texas
      - 2nd Battalion, 291st Regiment, Fort Cavazos, Texas
      - 3rd Battalion, 351st Regiment, Fort Cavazos, Texas
      - 302 Squadron, Royal Netherlands Air Force, Fort Cavazos, Texas

    - 181st Armored Brigade, Fort McCoy, Wisconsin
      - 1st Battalion, 338th Regiment, Fort McCoy, Wisconsin
      - 1st Battalion, 340th Regiment, Arden Hills, Minnesota
      - 1st Battalion, 383rd Regiment, Des Moines, Iowa
      - 2nd Battalion, 361st Regiment, Sioux Falls, South Dakota
      - 2nd Battalion, 411th Regiment (Logistic Support), Fort McCoy, Wisconsin

    - 189th Infantry Brigade, Joint Base Lewis-McChord, Washington
      - 2nd Battalion, 364th Regiment, Joint Base Lewis-McChord, Washington
      - 1st Battalion, 364th Regiment, Joint Base Lewis-McChord, Washington
      - 3rd Battalion, 360th Regiment, Salt Lake City, Utah
      - 3rd Battalion, 363rd Regiment, Los Alamitos, California
      - 1st Battalion, 356th Regiment (Logistic Support), Joint Base Lewis-McChord, Washington